# سيانوجين مود
سيانوجين مود (بالإنجليزية: CyanogenMod)‏ هو توزيعة نظام تشغيل مفتوحة المصدر مخصص للهواتف الذكية والحواسيب اللوحية المستندة أساسا على نظام التشغيل أندرويد. تم تطويره كبرنامج حر مفتوح المصدر مستندا على الإصدارات الأصلية لأندرويد من جوجل مع الشفرة الأصلية بالإضافة لشفرة طرف ثالث. يشير الاسم أيضا إلى شركة سيانوجين مود (CyanogenMod Inc) وهي شركة أسسها «ستيف كونديك» سنة 2013 لمواصلة تطوير وتسويق سيانوجين مود.
وهو يقوم بدعم الهواتف القديمة التي أوقفت الشركات المصنعة لهذه الهواتف إرسال تحديثات الاندرويد إليها، إضافة إلى ذلك هو يدعم أيضاً الهواتف الحديثة وهناك إصدارات مختلفة فهناك إصدارات ليلية يتم إصدارها كل فترة وثم بعد عدة أشهر يتم إصدار النسخة المستقرة.
وقد تم اغلاق الموقع نهاية سنة 2016 وتمت إعادة فتحه في بداية سنة 2017 بشكل جديد واسم جديد هو لاينج.